# Abadía de Santa María de la Resurrección en Abu Gosh
La Abadía de Santa María de la Resurrección en Abu Gosh (en hebreo: המנזר הבנדיקטיני באבו גוש) es un monasterio benedictino en la localidad de Abu Ghosh en Israel. Se trata de un monasterio perteneciente a la corriente Olivetana benedictina. Se encuentra en el centro de la ciudad. El edificio está situado cerca de una mezquita.
El lugar donde se localiza la estructura es un manantial encima del cual los cruzados construyeron una iglesia en el siglo XII. Un monasterio fue fundado en el sitio y funcionó hasta el siglo XV. En el siglo XX, después de la renovación del asentamiento benedictino, los edificios del sitio fueron renovados o reconstruidos.
Establecida en 1900 para revivir una antigua iglesia construida por los cruzados que identificaron Abu Gosh con el Emaús de la Biblia, ahora alberga una comunidad monástica benedictina de la tradición Olivetana. La abadía es parte del Dominio nacional francés en Tierra Santa, propiedad privada del estado francés en Israel.